# Rumuńska Unia Zielonoświątkowa
Rumuńska Unia Zielonoświątkowa – jest czwartą co do wielkości organizacją religijną w Rumunii i jednym z osiemnastu uznanych oficjalnie wyznań religijnych. Według spisu w 2002 roku 330.486 mieszkańców Rumunii (1,5%) zadeklarowało się jako zielonoświątkowcy. Etnicznie byli to: 85,2% Rumunów, 10,6% Cyganów, 1,9% Ukraińców, 1,8% Węgrów i 0,5% z innych grup. W spisie powszechnym w 2022 roku 404.307 mieszkańców (2,5%) zadeklarowało się jako zielonoświątkowcy. Większość kościołów skoncentrowanych jest w północnej części Rumunii.
Według badań GloPent w 2008 roku w Rumunii było około 500 tysięcy zielonoświątkowców.